# آتوبه یوشیسوکه
آتوبه یوشیسوکه (به ژاپنی: 跡部 良弼 Atobe Yoshisuke); ۱۸ نوامبر ۱۷۹۹ – ۱ فوریهٔ ۱۸۶۹) سامورایی، هاتاموتو اهل ژاپن بود.